# Dutton (Alabama)
Dutton ist ein Ort im Jackson County, Alabama, USA. Die Gesamtfläche des Ortes beträgt 2,2 km², 2020 hatte der Ort 330 Einwohner.

## Demographie
Bei der Volkszählung aus dem Jahr 2000 hatte Dutton 310 Einwohner, die sich auf 120 Haushalte und 87 Familien verteilten. Die Bevölkerungsdichte betrug somit 139,2 Einwohner/km². 97,1 % der Bevölkerung waren weiß, 2,26 % indianisch. In 36,7 % der Haushalte lebten Kinder unter 18 Jahren. Das Durchschnittseinkommen betrug 32.125 Dollar pro Haushalt, wobei 7,2 % der Bevölkerung unterhalb der Armutsgrenze lebten.